# 翁丁村
翁丁村（佤语：om din:952）是云南省临沧市沧源佤族自治县的一个行政村，隶属于勐角傣族彝族拉祜族乡，因佤族的聚落而闻名，附近建有翁丁水库。“翁丁”佤语意为“连接之水”，瓮为水，丁为接，因该地有几条小河相互连接而得名:39:952。
翁丁村保留有原始的佤族建筑——干栏式茅草顶的“叉叉房”，沿袭着上面住人，下面关猪、关牛的生活习惯，还有曾经祭祀使用的人头桩和牛头桩，当地砍人头祭旱谷的习俗直到1956年才被全部禁止。
翁丁村原有村民四百多人，多信仰赛玛教。2005年开始发展旅游，现成为沧源县的著名旅游景区，被称为“佤族传统文化保留最完整的村寨”、“中国最后一个原始部落”。2012年，以“翁丁佤族传统民居建筑群”名义列入第七批云南省文物保护单位。2015年，翁丁村被列入“第三批全国特色景观旅游名镇名村”。2019年1月，翁丁入选第七批中国历史文化名村。2020年3月31日，翁丁原始部落文化旅游区被评定为国家4A级旅游景区。为发展旅游业，当地政府将大多数村民搬迁至新寨，老寨只留17户村民看守，部分新寨的村民白天回到老寨“上班”。
2021年2月14日，翁丁村老寨发生严重火灾，全村105栋竹木草房，仅剩三、四栋完好。2021年11月24日，被取消4A级景区等级。2022年12月28日，翁丁老寨完成原址重建和提升改造，正式重启迎客。

## 图集

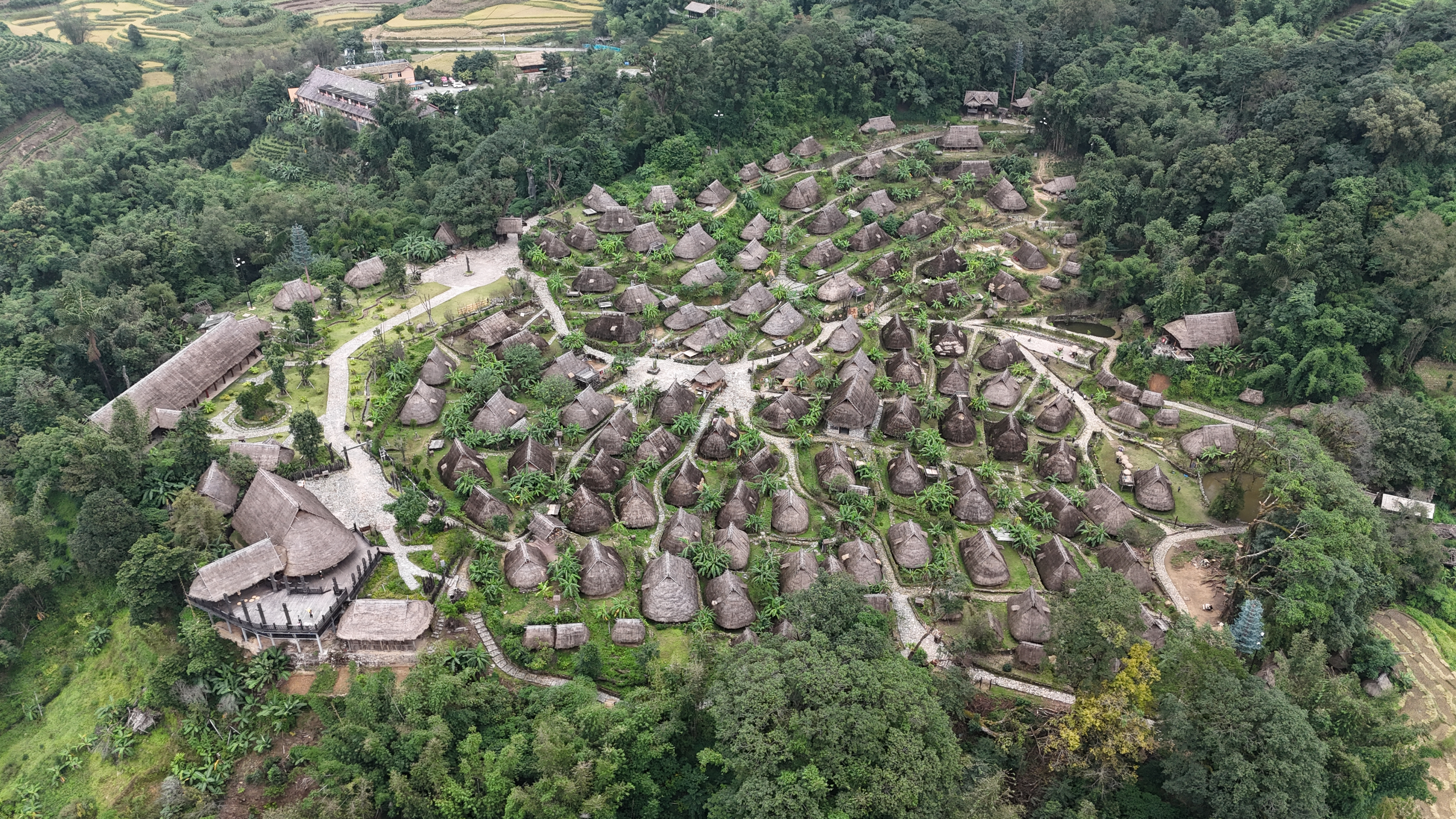
全景
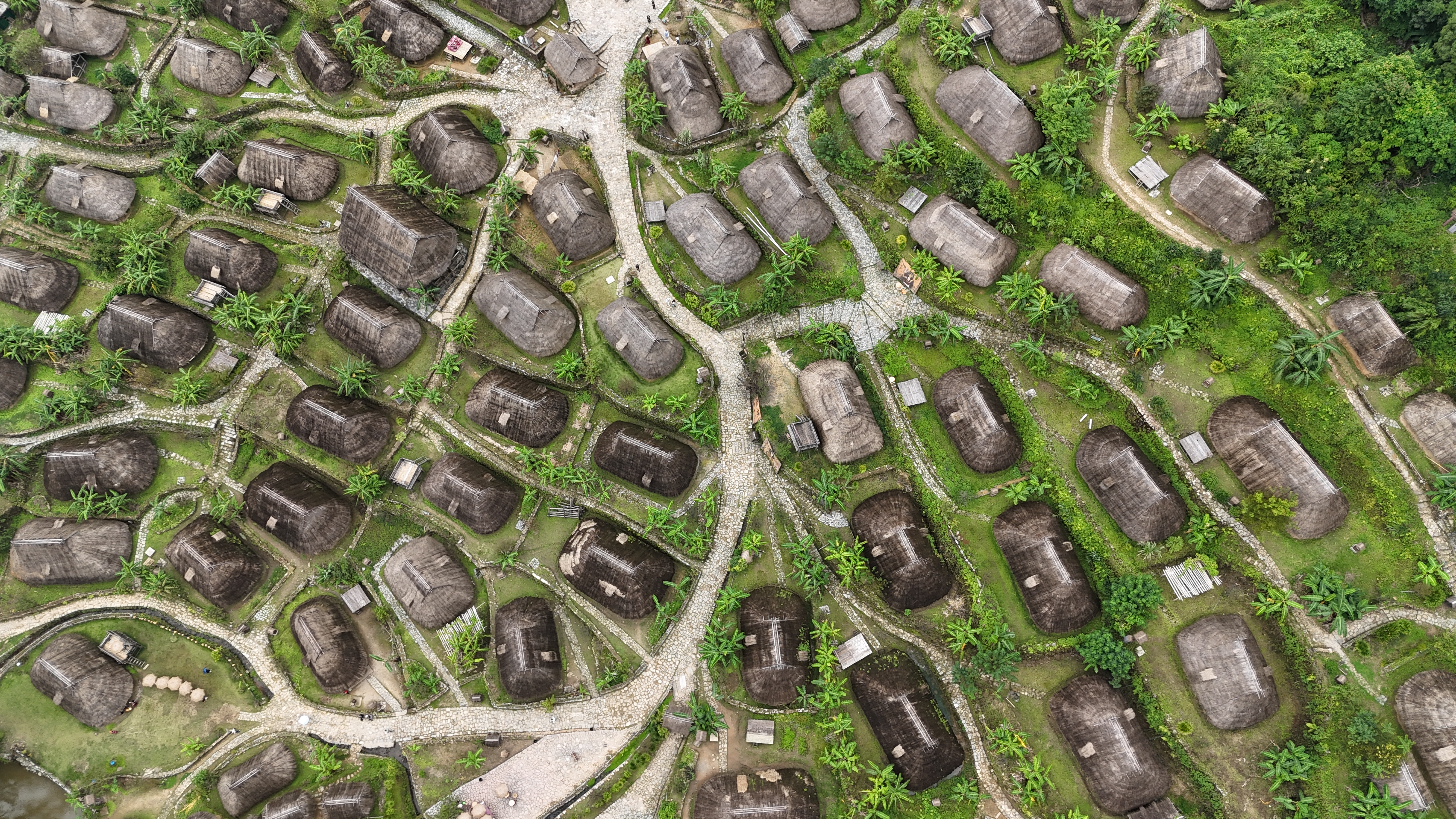
俯视
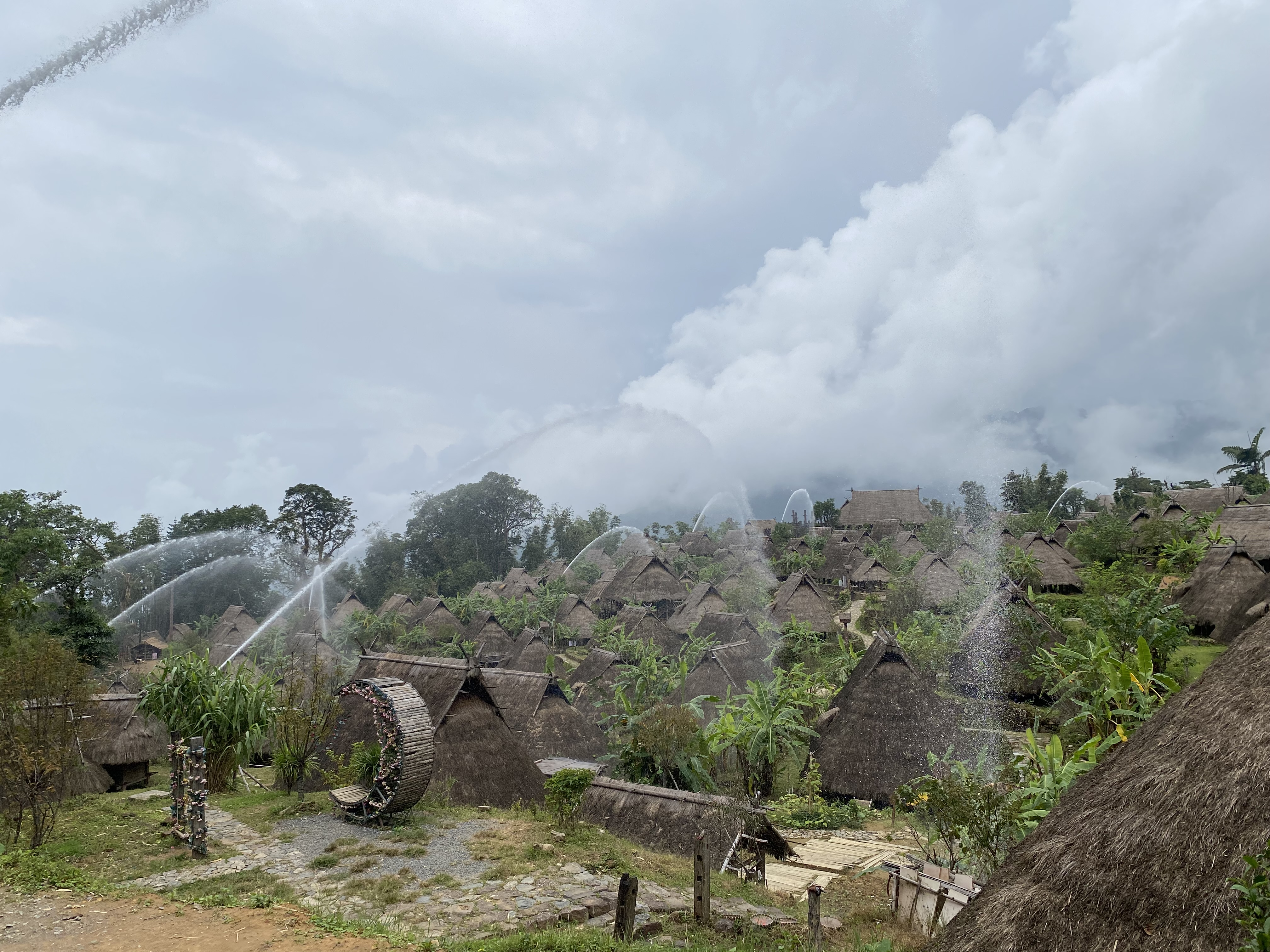
火灾重建后，翁丁老寨在高温时段喷水降温
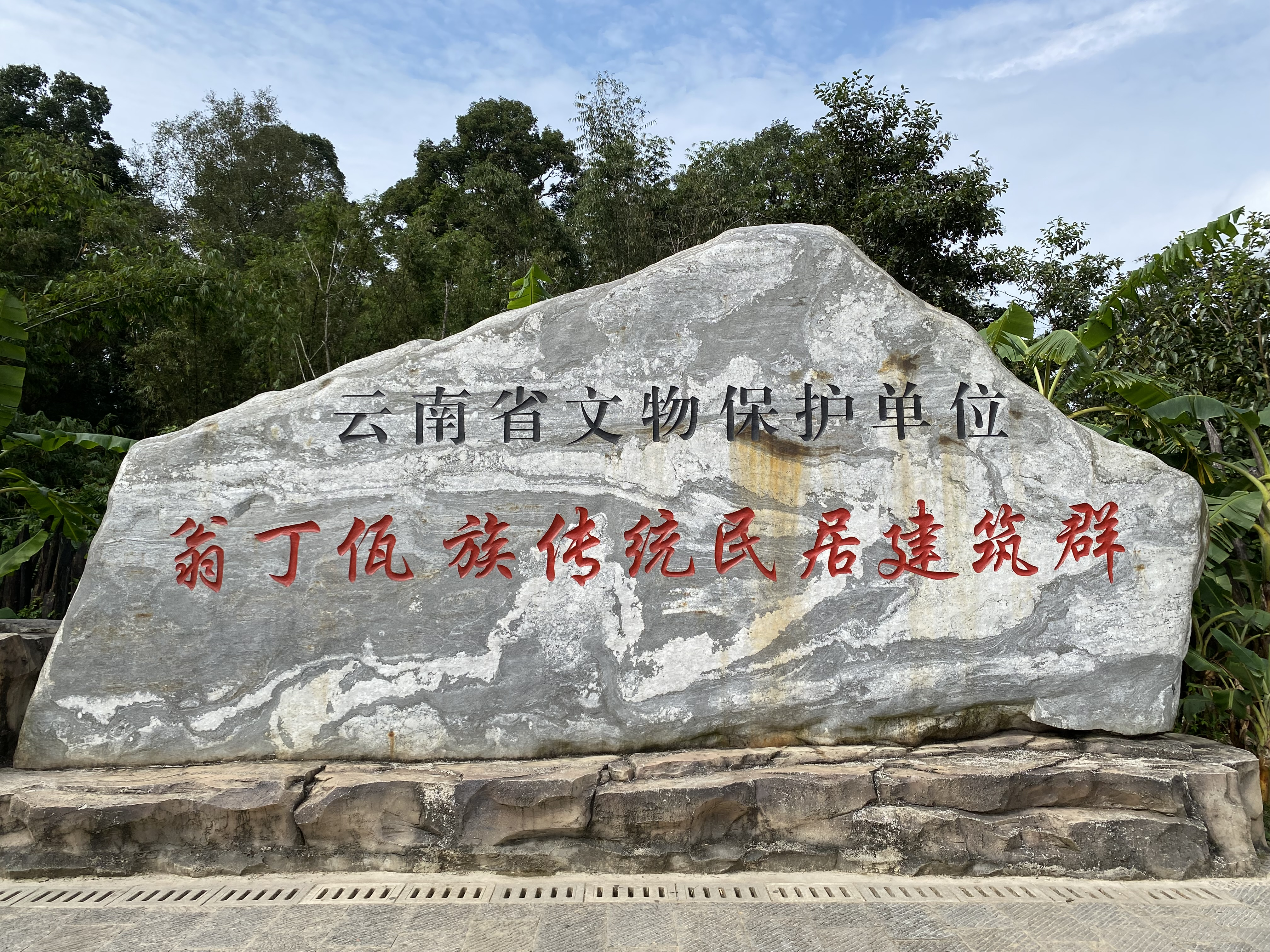
文物保护单位标志
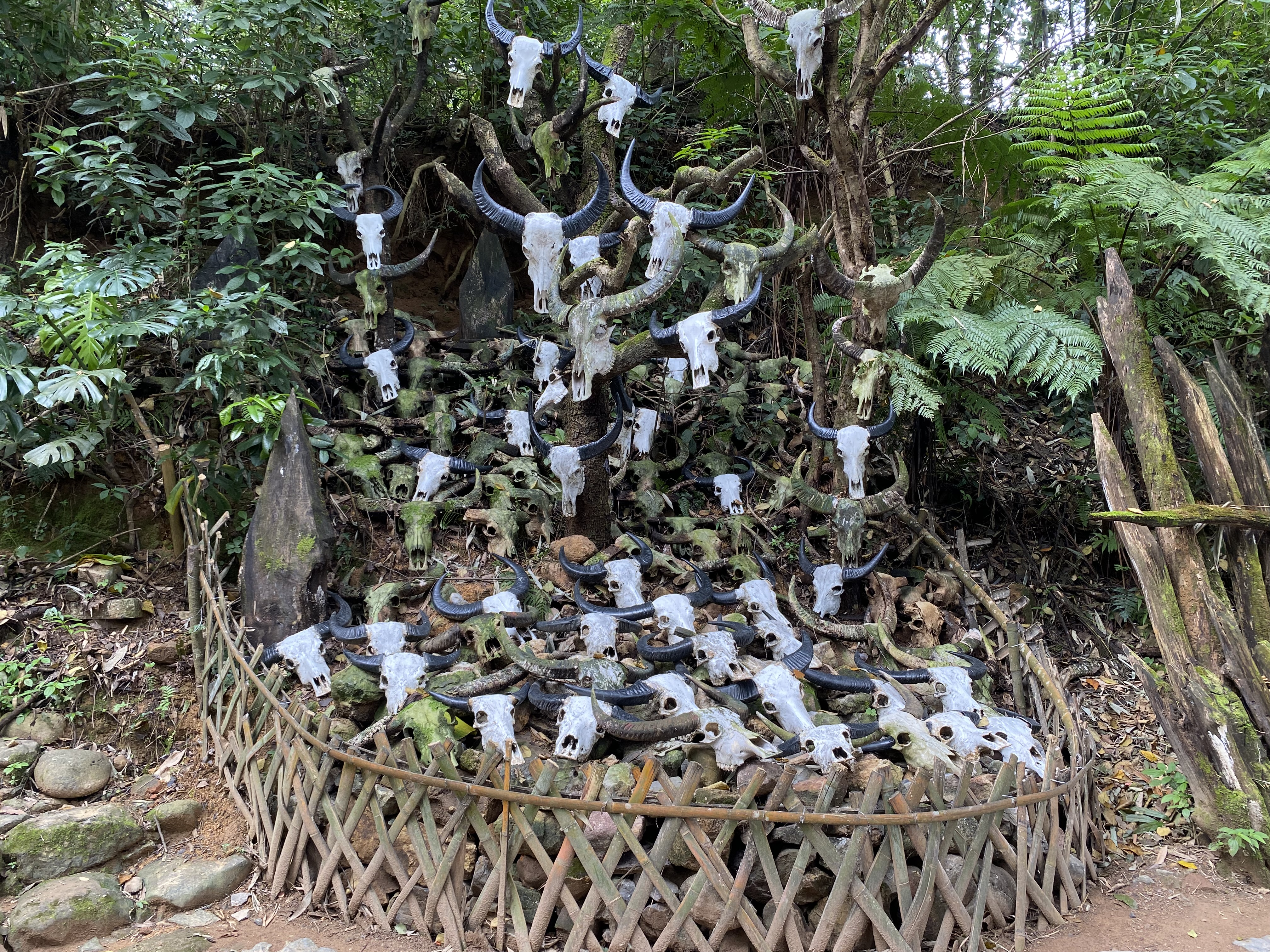
牛头祭祀
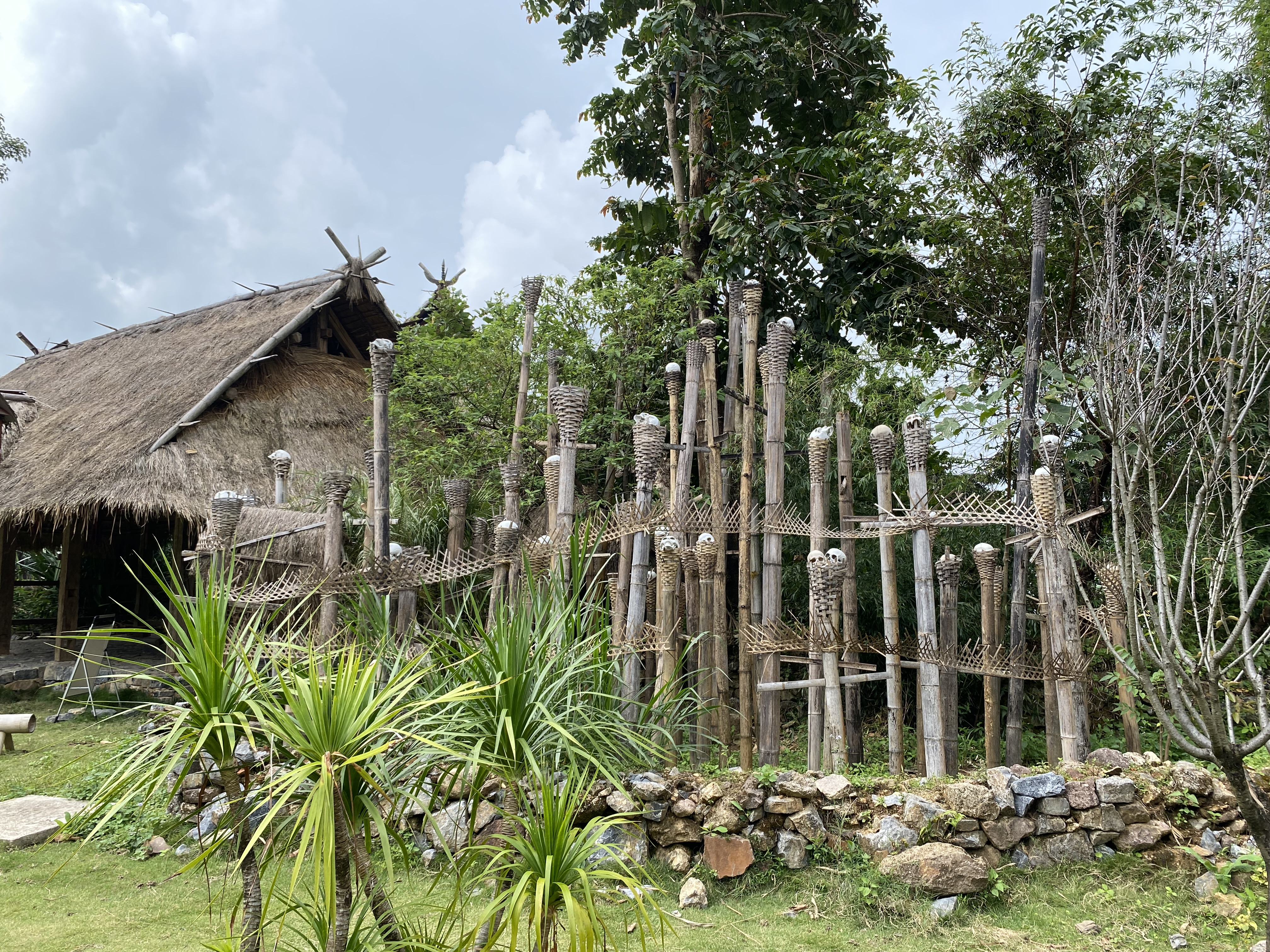
人头篼
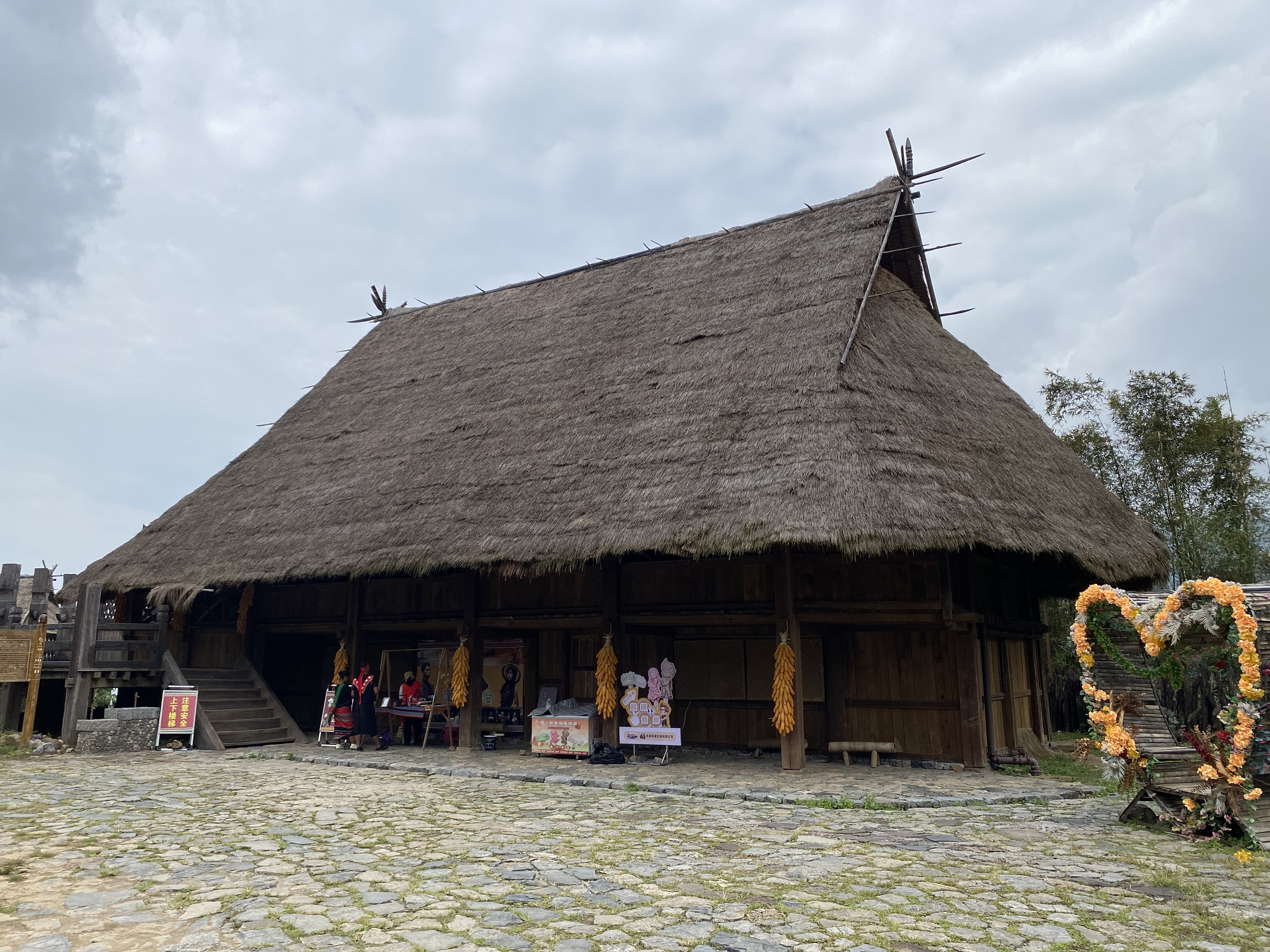
佤王府
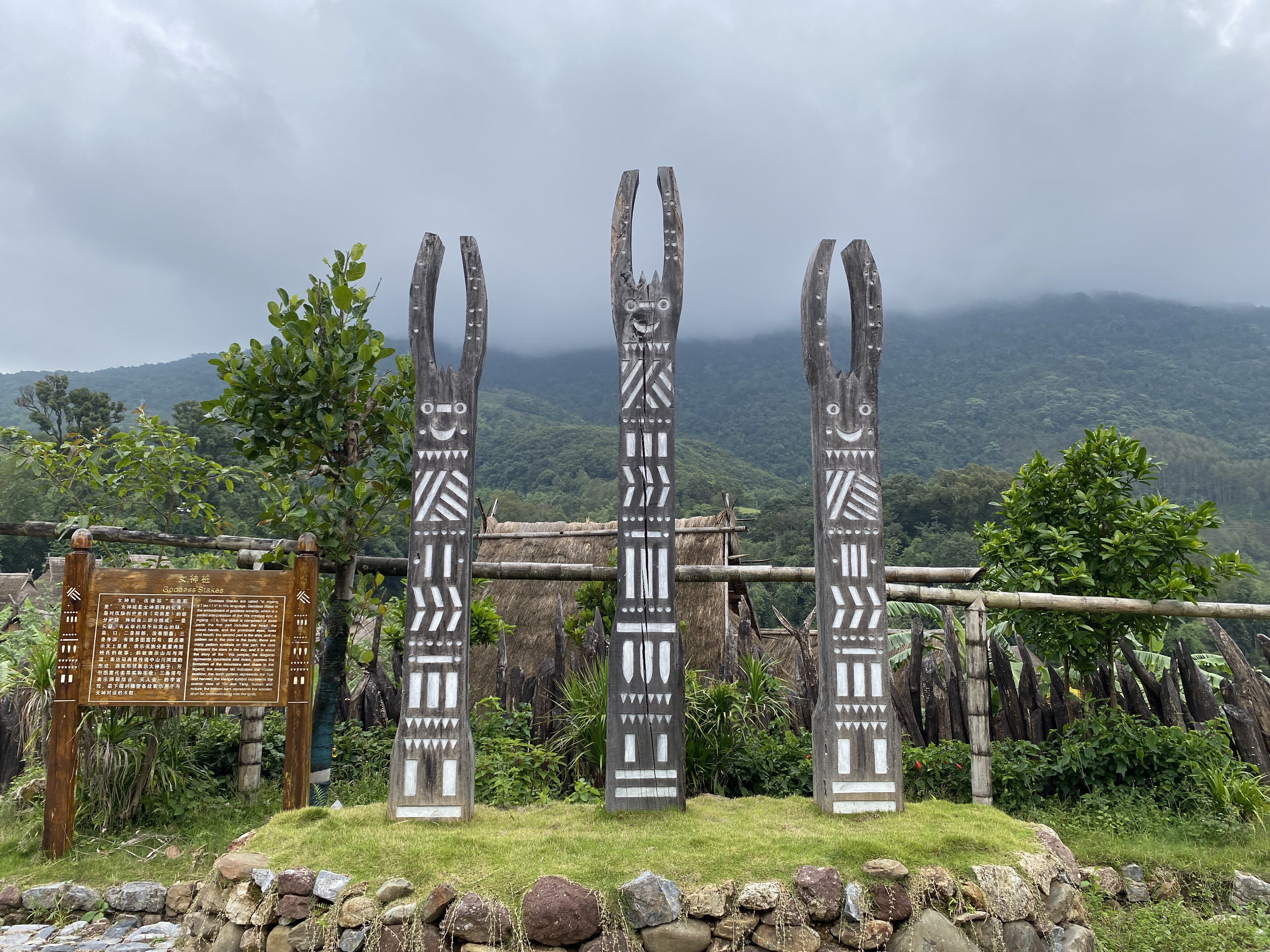
女神桩
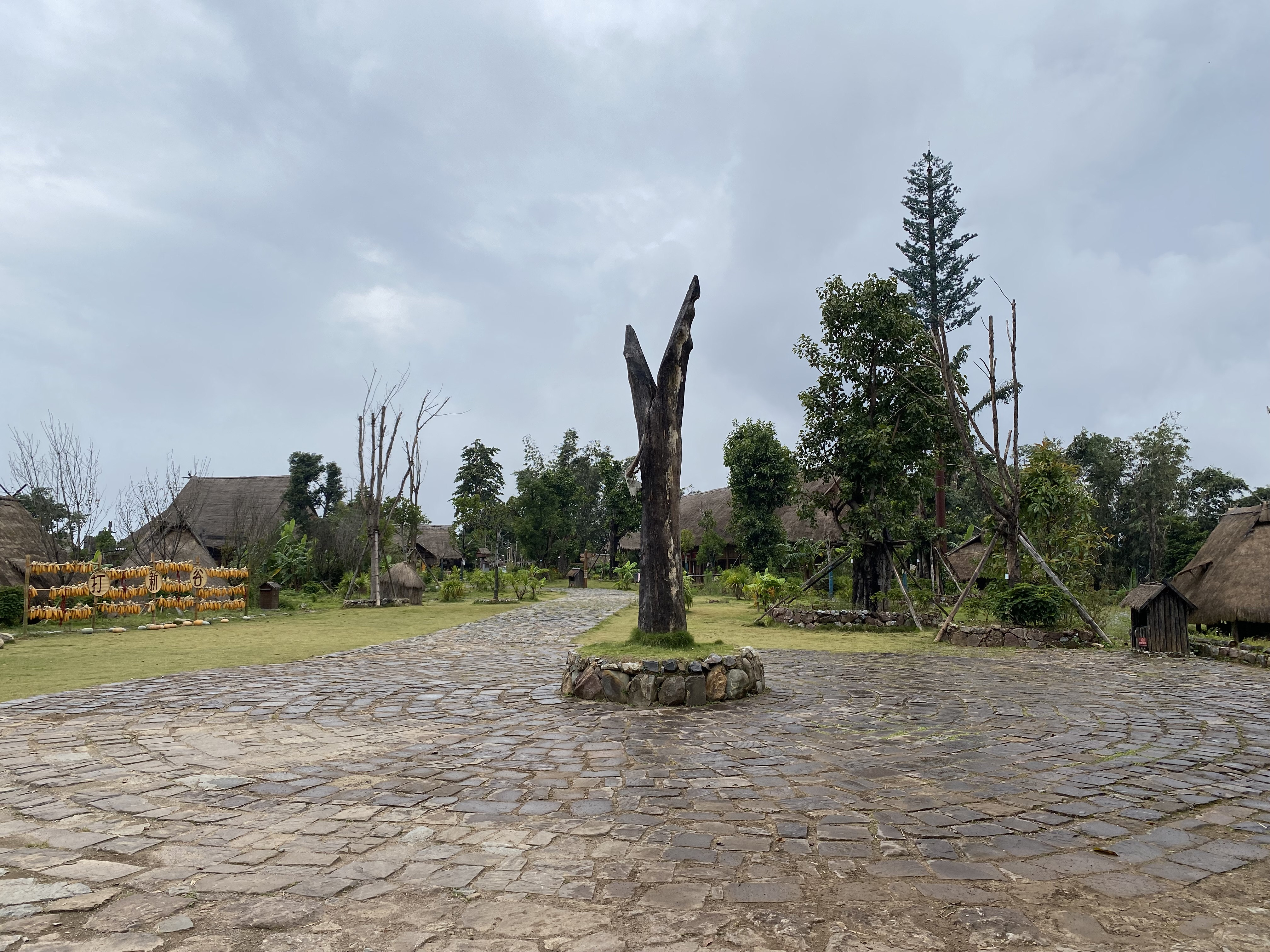
寨心
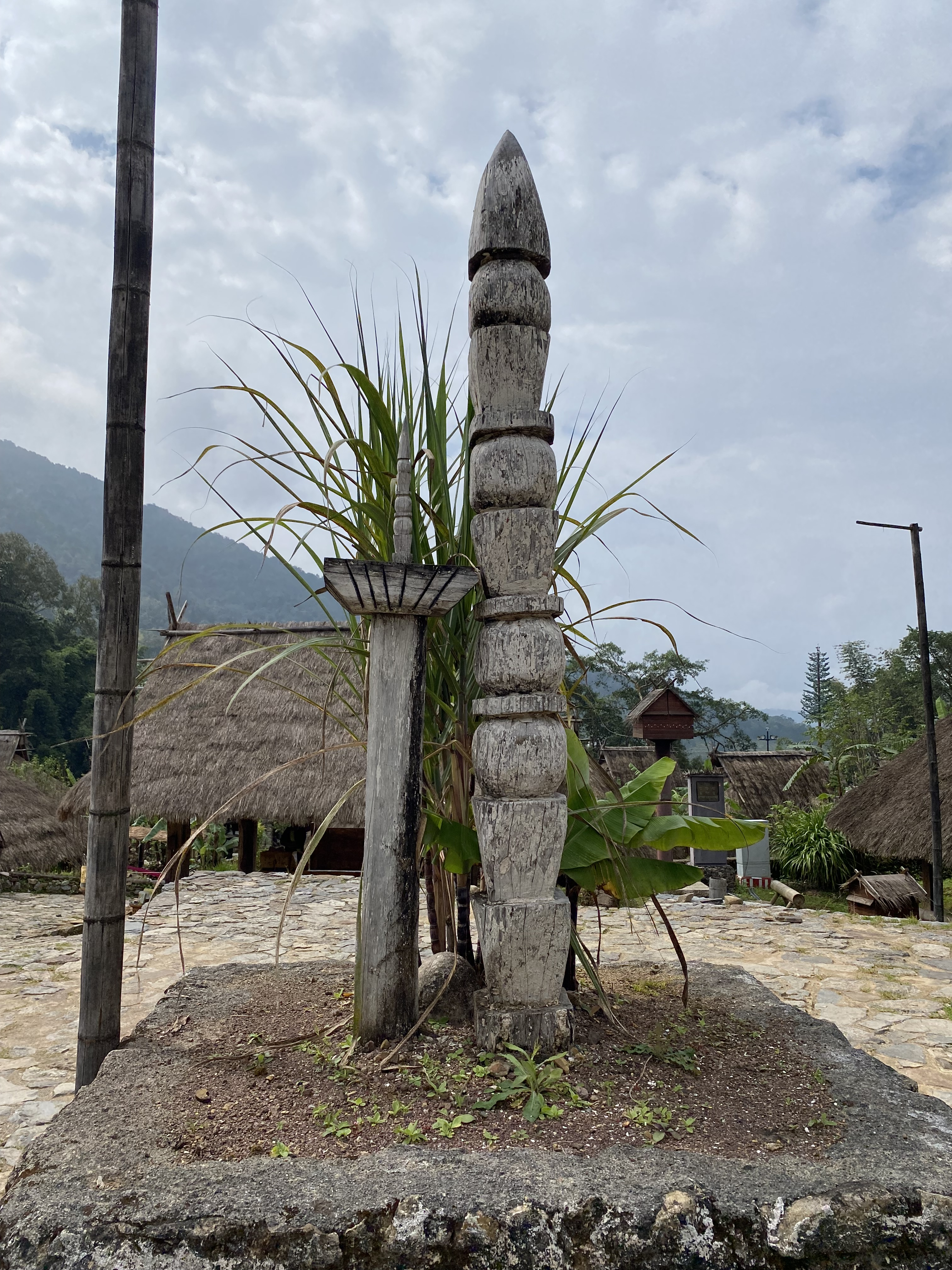
寨桩
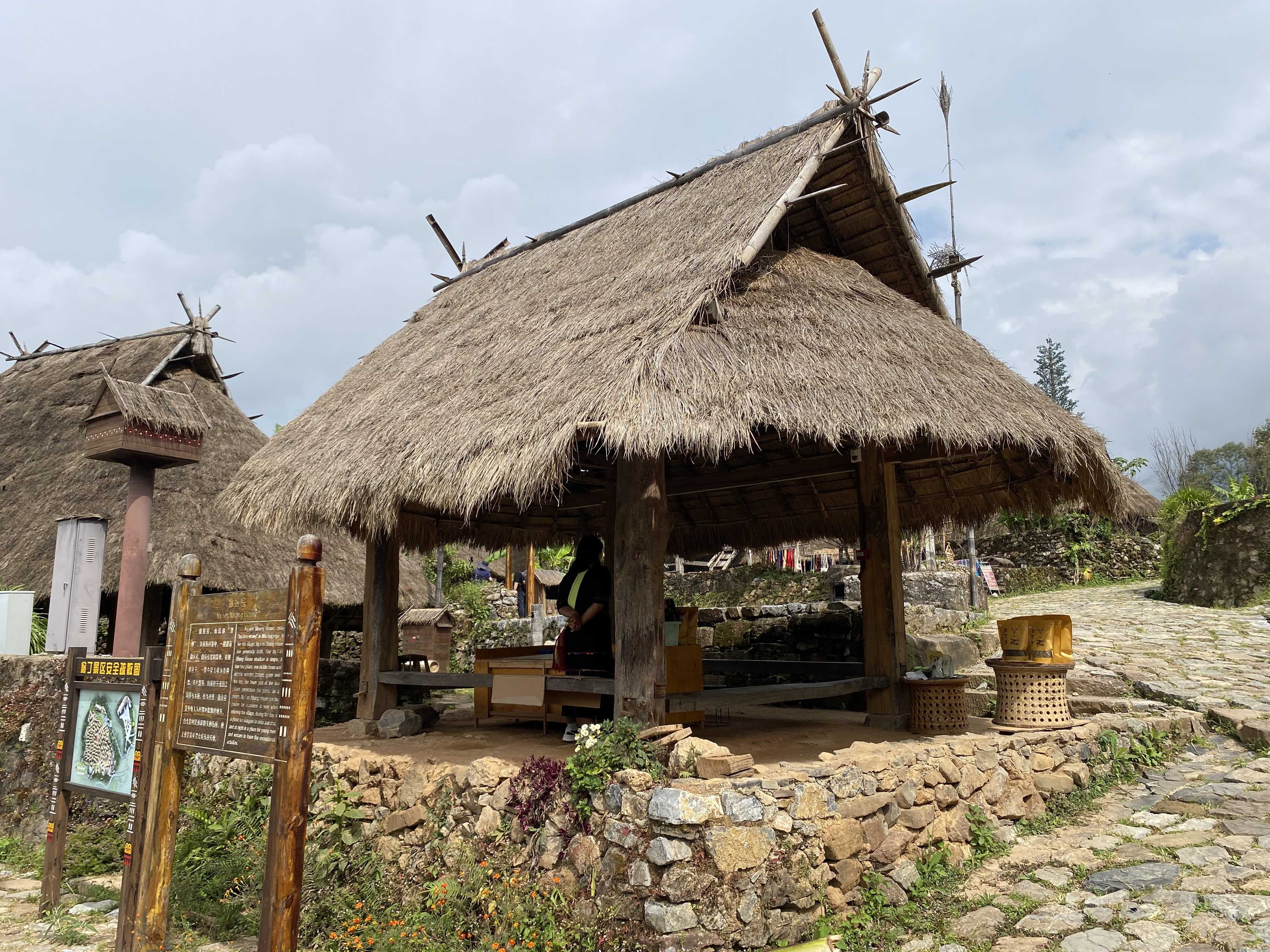
撒拉房
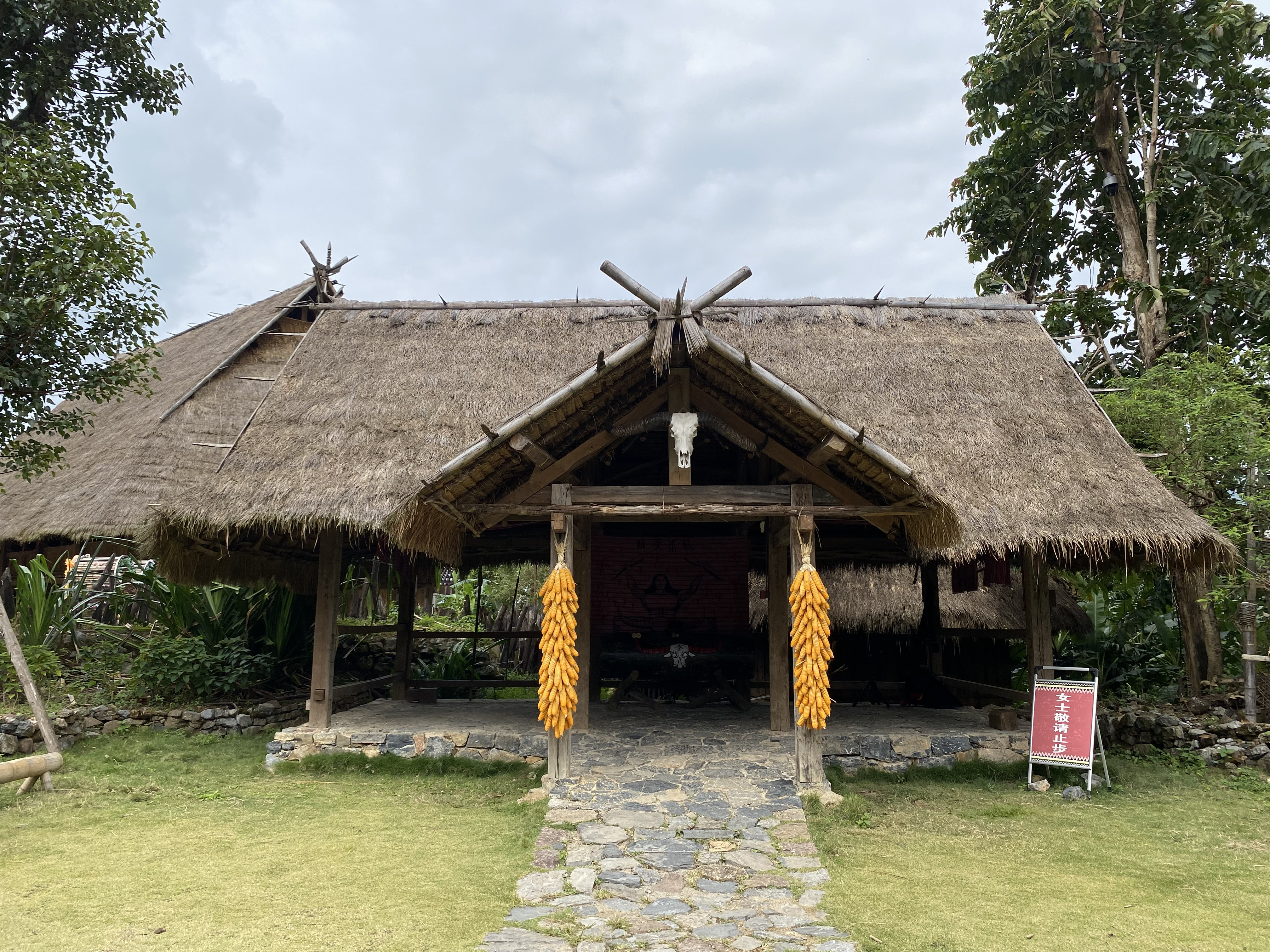
木鼓房
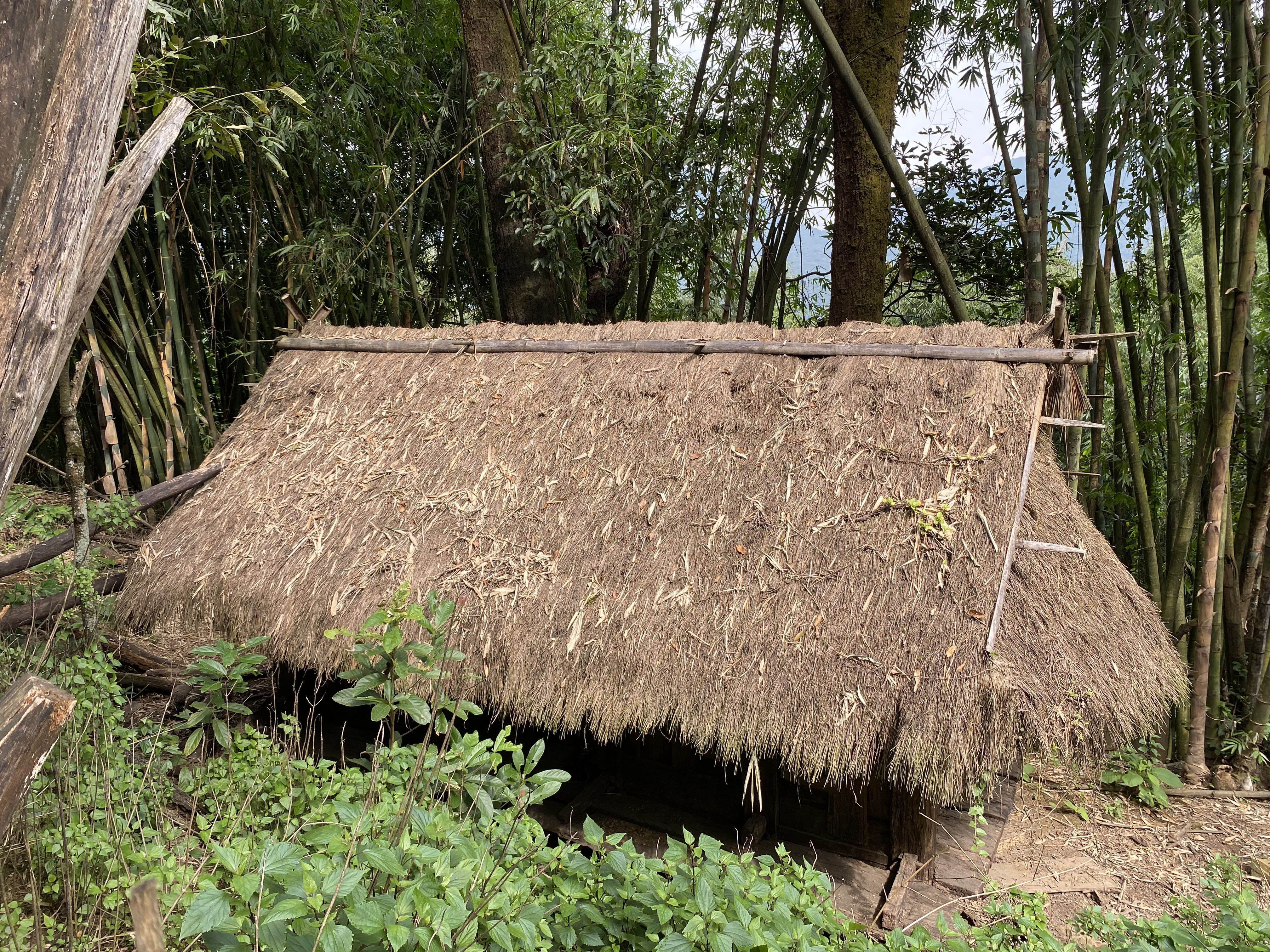
粮仓
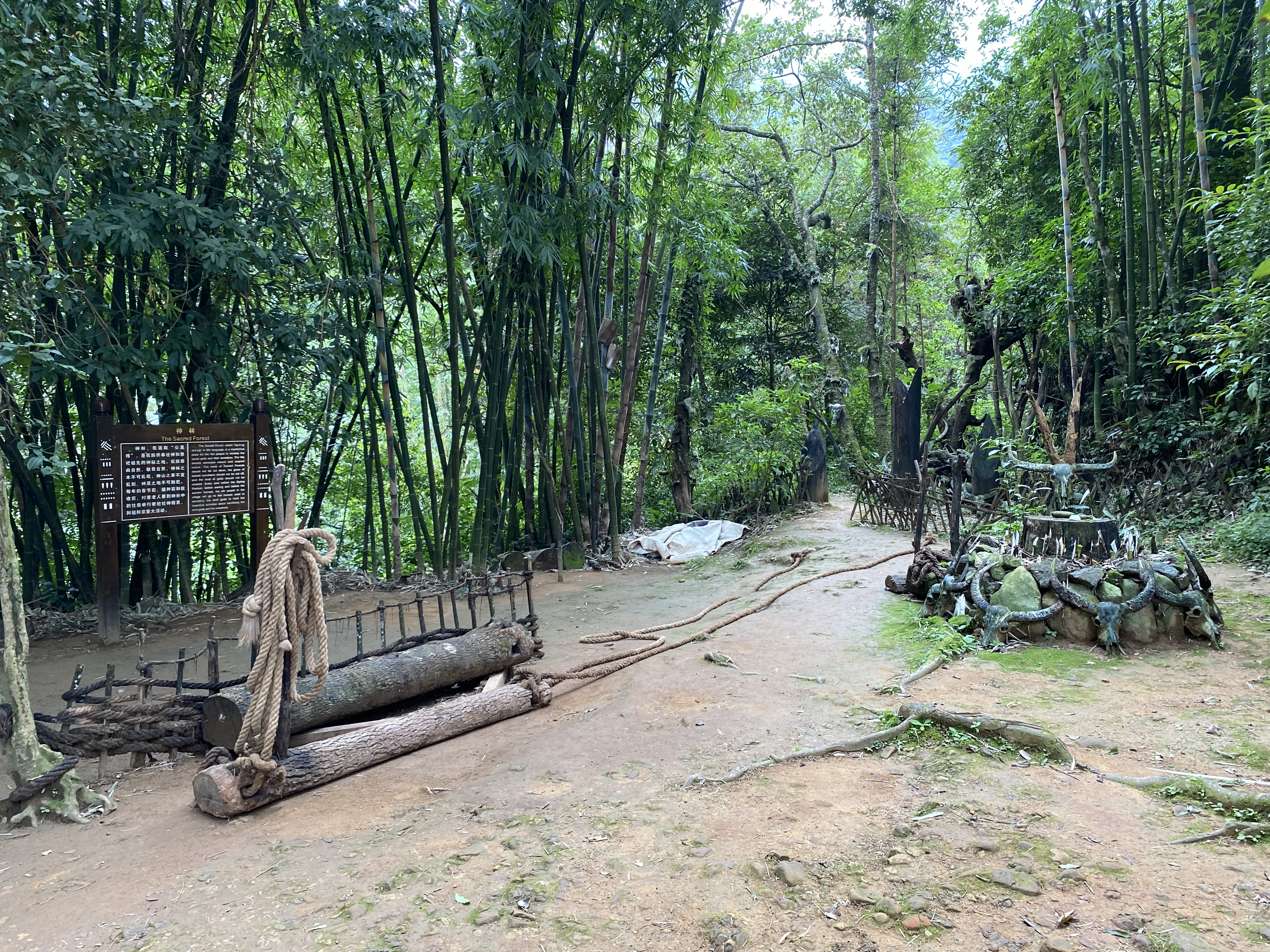
神林
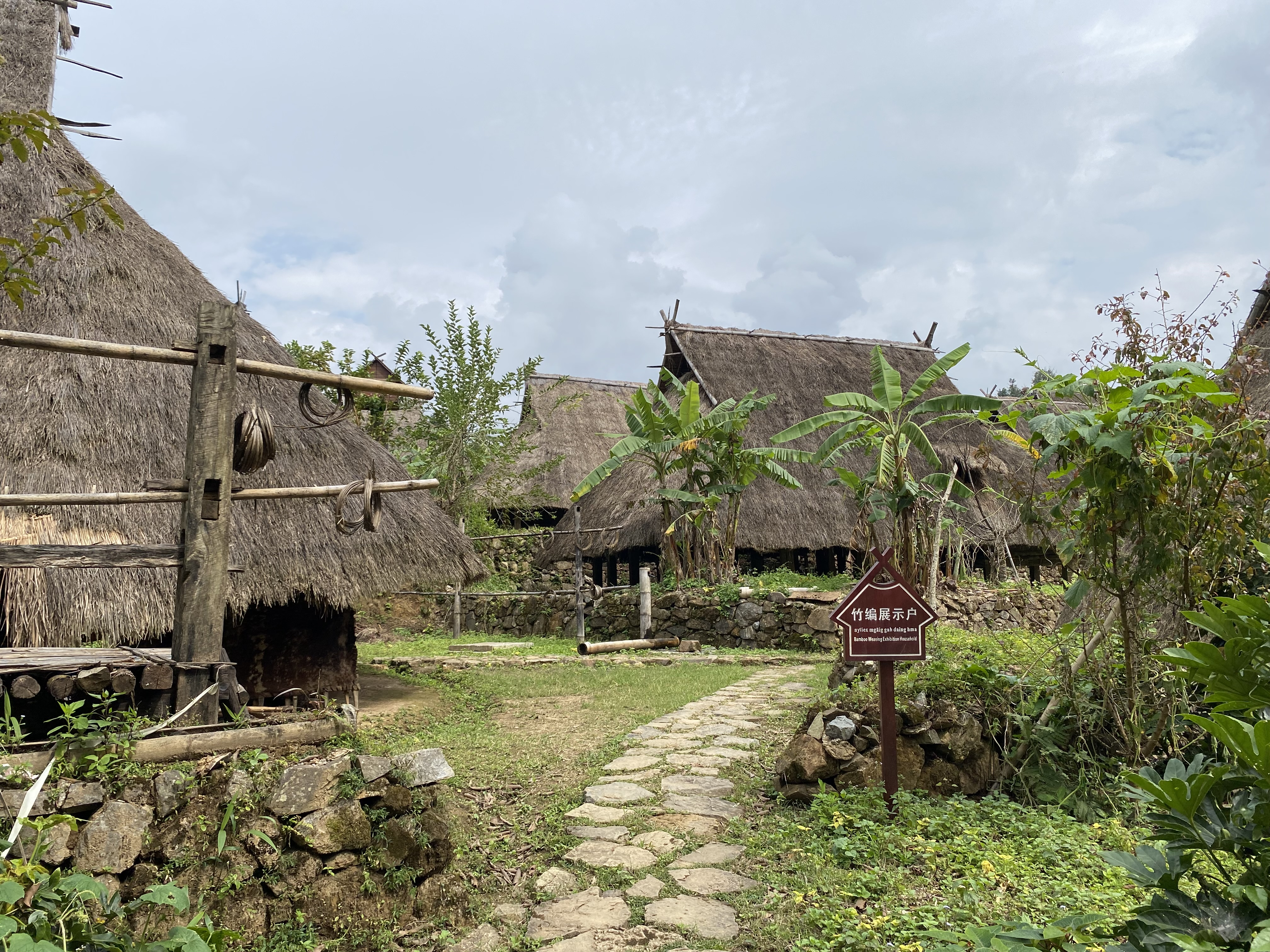
道路
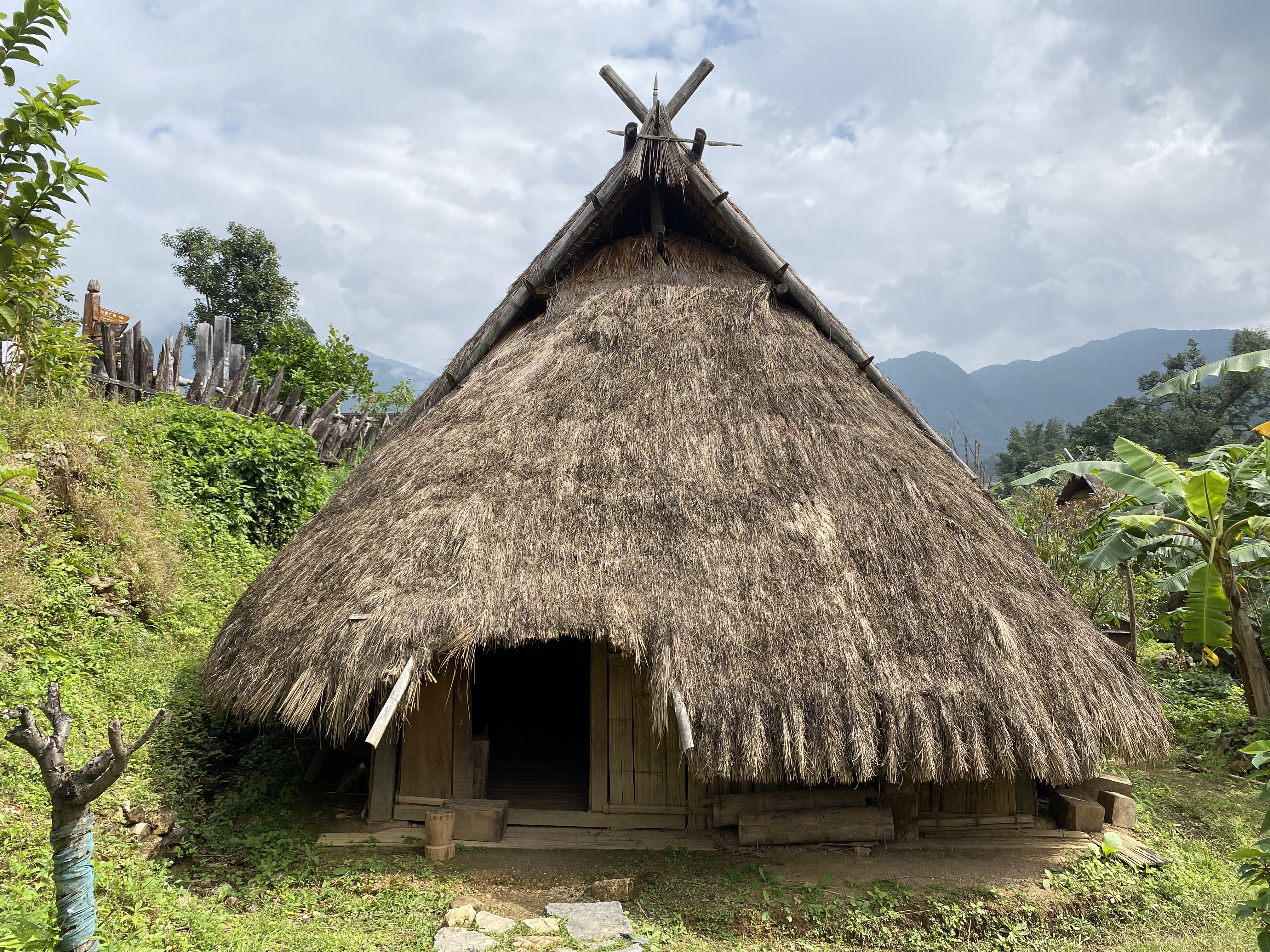
民居房屋

## 资料来源
1. 1 2  王敬骝主编. . 昆明: 云南民族出版社. 2014. ISBN 978-7-5367-6031-8.
2. ↑  沧源佤族自治县人民政府 编. .
3. 1 2  邱太建. . www.dili360.com. 中国国家地理. 2015-01-16  [2017-10-22]. （原始内容存档于2017-12-14）.
4. ↑  袁智中. . 中国民族文学网. 文艺报. 2008-10-30  [2017-10-22]. （原始内容存档于2017-10-23）.
5. ↑  . www.lincang.gov.cn.   [2021-02-14]. （原始内容存档于2020-10-25）.
6. ↑  .   [2021-02-16]. （原始内容存档于2021-02-16）.
7. ↑  . 云南省文化和旅游厅. 2020-04-07  [2022-11-04].[]
8. ↑  陈燕, , 边疆经济与文化 (第12期), 2008, (第12期): P22–P23  [2017-10-22], （原始内容存档于2017-12-14）
9. ↑  . www.mohurd.gov.cn. 中华人民共和国住房和城乡建设部. 2015-08-04  [2017-12-13]. （原始内容存档于2017-12-14）.
10. ↑  李齐凡. . www.ynta.gov.cn. 云南省旅游发展委员会. 2017-07-28  [2018-01-06]. （原始内容存档于2018-01-06）.
11. ↑  周思雅; 薄其雨. . 新京报. 2021-02-15  [2021-02-15]. （原始内容存档于2021-02-15）.
12. ↑  . 云南省文化和旅游厅. 2021-11-24  [2022-11-04].[]
13. ↑  严勇. . 新华网. 2022-12-28  [2024-12-13].